# Branimir Donat
Branimir Donat (Zagreb, 5. rujna 1934. – Zagreb, 15. travnja 2010.) rođen kao Tvrtko Zane, hrvatski književni kritičar, esejist, publicist, prevoditelj i nakladnik. Objavio je više od 40 knjiga te brojne stručne i novinske tekstove.

## Životopis
Rodio se kao Tvrtko Zane 5. rujna 1934. godine u Zagrebu gdje je završio osnovnu školu i gimnaziju. Na Filozofskom fakultetu u Zagrebu studirao je jugoslavistiku i komparativnu književnost, a defektologiju na Visokoj defektološkoj školi. Bio je urednik mnogih listova i časopisa: - srednjoškolski časopis Polet, Naš glas (glasilo pitomaca đačkih domova), Studentski list, u kome je uređivao kulturnu rubriku od jeseni 1955. do jeseni 1956.

### Stara Gradiška
U jesen 1956. Tvrtko Zane je od UDBe uhićen te je 1957. godine osuđen na godinu i pol zatvora zbog navodne povezanosti s hrvatskim intelektualcima emigrantima. Kaznu provodi u Staroj Gradiški do kraja 1958. "Kako vas je formiralo vrijeme u zatvoru u Staroj Gradišci? – To su bile moje najvažnije formativne godine. Ondje sam shvatio da postoje hrabri i pošteni ljudi, zatim veliki i inteligentni, no i mali i glupi lopovi; uvidio sam da su ubojice uglavnom psihopati, da među privrednim kriminalcima ima puno nedužnih žrtava, ali i ljudi koji bi zahvaljujući svojim dobrim idejama danas mogli raditi velike stvari; upoznao sam ljude koji su preživjeli Bleiburg i bili suđeni tri puta na smrt, ljude koji su pred strijeljanje vezanih ruku skočili s automobila na cestu i spasili se. Znači, vidio sam svijet za koji većina ljudi misli da ne postoji. No on oduvijek postoji. Istodobno, u zatvoru sam upoznao i vrlo kulturnih ljudi, primjerice, Crnogorca Savića Markovića Štedimliju, koji je kao ljevičar u ratu inzistirao na crnogorskoj naciji."
Poslije nekoliko godina prisilne šutnje 1960. pod pseudonimom Branimir Donat započinje vrlo živu djelatnost u brojnim književnim časopisima, potom i u Društvu hrvatskih književnika, PEN-u, Pagvašu, Hrvatskom društvu kazališnih kritičara. Bio je jedan od osnivača, urednika i stalnih suradnika časopisa Kritika. Do umirovljenja radio je kao urednik u Nakladnom zavodu Matice hrvatske.

## Književni rad
Djelujući izvan institucija Donat nije robovao jedinstvenom i strogom interpretatorskom ključu odčitavanja književnoga teksta, dapače, svoju je slobodu koristio u pluralitetu tematskih preokupacija kao i metodičkih postupaka. Donatov esej "Tragičnom kermesu" o Krležinu Kraljevu smatra se jednim od najuspješnijih Donatovih eseja uopće, to je jedan od temeljaca u proučavanju Krležinih dramskih legendi. Branimir Donat dao je i novo tumačenje romana "Planine" Petra Zoranića, te je prvi u hrvatskoj književnoj kritici upozorio na fenomen hrvatskih suvremenih fantastičara nazivljući ih borgesovcima.
Tijekom prve godine rata piše i potom tiska knjigu Zbiljski jadi, angažirane feljtone o teškoćama mlade hrvatske države. Kao djelo koje je revidiralo mnoga neprovjerena mišljenja krajem stoljeća objavljuje knjigu Politika hrvatske književnosti i književnost hrvatske politike (1995.). Iste godine izlazi mu značajna knjiga Društvo žrtvovanih hrvatskih pjesnika, knjiga književno-povijesnih istraživanja u kojoj obrađuje smrtopise mnogih nestalih i ubijenih hrvatskih pisaca.
Nakon što je kao urednik u Matici godinama uređivao "Pet stoljeća hrvatske književnosti", po umirovljenju Branimir Donat 1994. godine u Zagrebu osniva privatnu izdavačku kuću Dora Krupićeva. S obzirom na to da nije bio zaštićen obručem fakultetske katedre, on nije živio paralelan svijet uz književnu produkciju, on je naprosto živio u njoj i od nje. Stoga se nerijetko libio ostaviti po strani svoju građansku erudiciju i naoštriti kritičarsko pero prema postojećem društvenom stanju. Branimir se Donat tako u godinama formiranja novoga hrvatskog identiteta s početka 90-ih postavio ne samo kao arbitar de gustibus, već i kao sveznajući moralni arbitar.
Što gornje rečenice zaista znače može se vidjeti npr. među koricama knjige "Usavršavanje pogrešaka" koja sadrži Donatove recentnije osvrte, Meni je bila potpuno neshvatljiva Araličina spremnost da u komunizmu bude zastupnikom u hrvatskom Saboru i tako dijeli mjesto s Milošem Žankom i drugim hrvatomrscima. Promjenama političke klime neki su pomislili da su dobili potpunu aboliciju za svinjarije učinjene u doba komunizma. Premijer Račan je u oproštajnoj riječi Vladi Gotovcu u Saboru rekao kako je Gotovac u jednom trenutku vidio bolje od mnogih. Očito izgovorivši to priznanje nije tražio aboliciju za zbivanja prilikom gušenja maspoka, ali je priznao političko sljepilo... Ono što je priznao Račan, ne može priznati patentirani lovac na pogreške u "koracima" Puhovski i to me zabrinjava.
Nije šutio o prešućenima i progonjenima, nije pričao o spornima, jer, kako ističe predsjednica hrvatskoga PEN-a Nadežda Čačinovič nije bio zlopamtilo...Njegove knjige “Crni dossier” i “Društvo žrtvovanih hrvatskih pjesnika” ponovno ga potvrđuju kao književnog kroničara i istraživača koji je imao slonovsku memoriju i strastveno se bavio hrvatskim literarnim gubitnicima koji su baš u Donatu imali najvjernijeg saveznika. Drugim riječima, u gore navedene dvije knjige analizirao je književni izričaj žrtava komunističkog režima i pisaca iz NDH.

### Miroslav Krleža
Miroslava Krležu upoznali ste pri potpisivanju Deklaracije o jeziku u Društvu hrvatskih književnika, a napisali ste i knjigu “O Miroslavu Krleži još i opet”. Kako ga pamtite?
– Odmjerio me od glave do pete i zaokružio rukama dočaravajući moju krupnu figuru: “I vi ste okrugli kao ja!” Poslije sam ga sreo ispred Matice hrvatske kad je na čelu imao komad flastera i gaze. Kad sam ga upitao što mu se dogodilo, odgovorio mi je da ima rupu u glavi i otišao dalje. Ja sam krležijanac iz onog razdoblja kad Krleža nije bio ničija ikona osim ljubitelja književnosti. Krležu su poslije zloupotrijebili, a njemu je nedostajalo građanske hrabrosti da javno kaže: “Možda trebate majmuna, ali ja to neću biti!” No pokrenuvši 1950. Leksikografski zavod učinio je veliku stvar: udomio je desetke hrvatskih intelektualaca, koji su robijali po zatvorima, imali uništene egzistencije i bili proglašeni klerofašistima, ali koji su bili vrsni znalci. Krleža im je rekao: “Pišite i radite!” I oni su tamo pisali o žiru i o kukcima, a ako je neki tekst trebao biti pomalo lukačevski intoniran, onda je to netko iz redakcije nadopunio. Krleža nije dopustio da ti ljudi propadnu. Da nije bilo Krleže, naša akulturalizacija bi počela 30 godina prije i mi bismo svi bili sretni što je naš direktni predak krapinski pračovjek.

## Nagrade
- Nagrada grada Zagreba, 1970.
- Nagrada Matice hrvatske, 1970.
- Nagrada Miroslav Krleža – za kritiku
- Nagrada Julije Benešić – za kritiku

## Važnija djela
- Osporeni govor ili egzotika svakodnevnog, Kolo Matice hrvatske, Zagreb, 1970.
- Udio kritike, Znanje, Zagreb, 1970.
- O pjesničkom teatru Miroslava Krleže, Mladost, Zagreb, 1970.
- Strujanja u novijoj hrvatskoj noveli, Nakladni zavod "Marko Marulić", Split, 1971.
- Unutarnji rukopis (Opaske o hrvatskoj prozi), Nakladni zavod Matice hrvatske, Zagreb, 1972.
- Približavanje beskraju, Nolit, Beograd, 1979.
- Fantastične figure, Književne novine, Beograd, 1984.
- Hodočasnik u labirintu, August Cesarec, Zagreb, 1986.
- Razgolićenje književne zbilje, Naprijed, Zagreb, 1989., ISBN 86-349-0201-3
- Crni dossier, Nakladni zavod Matice hrvatske; Globus, Zagreb, 1992.
- Različito i isto, Hrvatska sveučilišna naklada, Zagreb, 1993.
- Zbiljski jadi, Hrvatska sveučilišna naklada, Zagreb, 1994.
- Politika hrvatske književnosti i književnost hrvatske politike, Matica hrvatska, Zagreb, 1998.
- O Miroslavu Krleži još i opet: studije i eseji, "Dora Krupićeva", Zagreb, 2002., ISBN 953-6628-20-1
- Usavršavanje pogrešaka: izbor kolumni "Kultura - nekultura" tiskanih u tjedniku "Globus", "Dora Krupićeva", Zagreb, 2006., ISBN 953-6628-36-8